# Valentin Hristov (haltérophilie, 1956)
Pour les articles homonymes, voir Valentin Hristov.
Valentin Hristov (né le 16 mars 1956) est un haltérophile bulgare.

## Carrière
Valentin Hristov participe Jeux olympiques de 1976, et y remporte la médaille d'or dans la catégorie des 110 kg ; il est toutefois disqualifié ensuite, et doit rendre sa médaille. Aux Jeux olympiques de 1980 à Moscou et remporte la médaille d'argent dans la catégorie des poids lourds.